# エドワード7世と競馬
本項ではエドワード7世と競馬について述べる。イギリス国王エドワード7世（在位：1901年-1910年、1841年生まれ、1910年没）は、皇太子の頃から競馬に熱中した。競走馬の生産、所有にうちこみ、競馬を統括するイギリス競馬会へも影響力を行使した。特に競走馬の馬主と生産者して良績を残し、歴代のイギリス王のうち唯一、国王としてダービーに優勝し、1900年には全英馬主チャンピオン・生産者チャンピオンになった。歴代の王族のうち、競馬でエドワードほどの成功をおさめたものはいなかった。

## 皇太子時代
1862年にアスコット競馬場で、プリンスオブウェールズステークス（無理に日本語化すると「王太子賞」となる）が創設された。これは当時のプリンス・オブ・ウェールズであるエドワードの称号を冠したものだった。

エドワードは、大学時代の学友であるヘンリー・チャップリン（のち初代チャップリン子爵）、サー・フレデリック・ジョンストンらとともに競馬にのめりこみ、1864年にイギリス競馬会（ジョッキークラブ）の会員になった。ただし、母のヴィクトリア女王の不興をかわぬように、馬は他人の名義で走らせた。自身の名義で服色登録をしたのは1875年が初めてで、実際にその服色で出走させたのは1877年になってからだった。

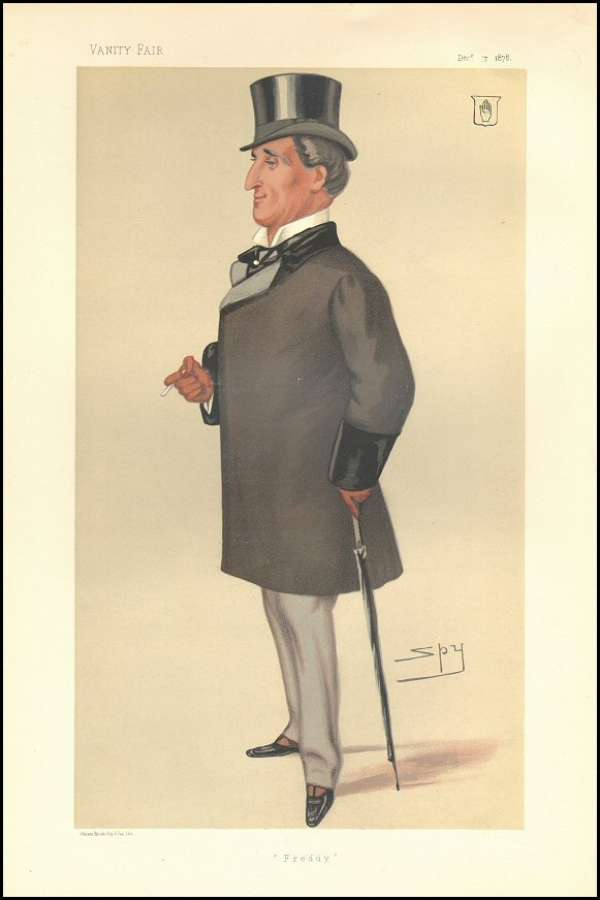
第8代準男爵サー・フレデリック・ジョンストン ジョンストンとヘンリー・スタート（英語版）の二人が、エドワードが競馬に入れあげるきっかけとなった人物だという
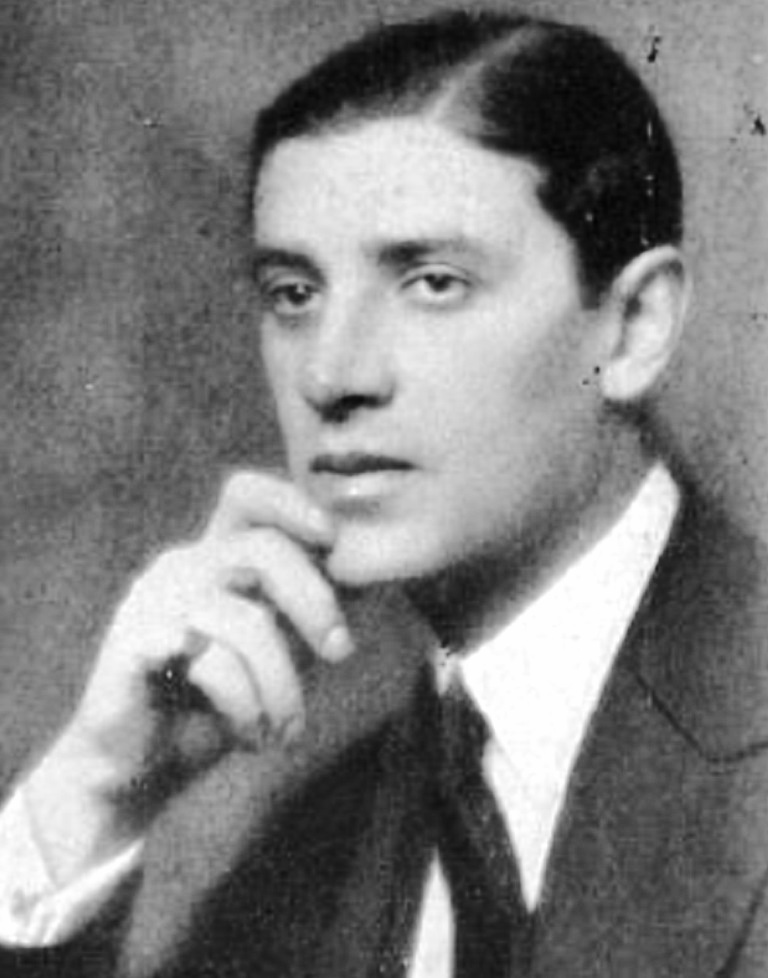
ヘンリー・スタート（英語版） （のち初代アリントン男爵（英語版））
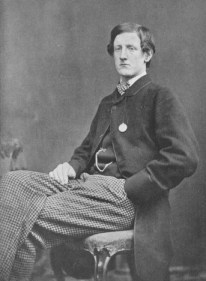
ヘンリー・チャップリン （のち初代チャップリン子爵）

エドワードは、イギリス中の主要な競馬開催には顔を出した。春のニューマーケット競馬場、エプソム、それが終わると6月のアスコット、7月のニューマーケット、8月のグッドウッドと足を運んだ。イギリス南部の海に面したグッドウッドの競馬のあとは海辺でヨットに打ち込んだ。母のヴィクトリアが王太子をたしなめても、エドワードは聞き入れなかった。
あるとき、ロシア大使がエドワードに、競馬場へ行くにはどのような服装がよいのか尋ねた。エドワードはこう答えた。ニューマーケット競馬場に行くならモーニングに山高帽だ。だがエプソム競馬場のダービーならシルクハットでなければならない。

エドワードは、はじめのうちは安馬を障害戦に出走させることで満足していた。やがて自ら競走馬生産を行うため、1885年にサンドリンガムに牧場を開設した。エドワードが生産した競走馬のうち、最初に一流の活躍をしたのは1893年生まれの牝馬タイス（Thais）で、1896年4月に1000ギニーを勝ち、エドワードに最初のクラシック競走勝ちをもたらした。

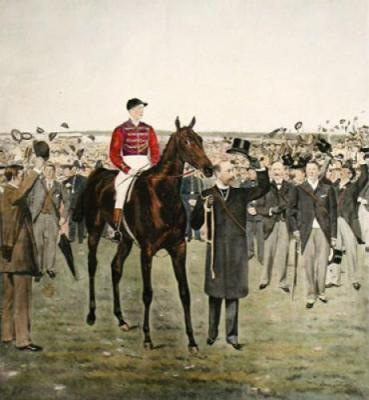
ダービー優勝直後のパーシモンと皇太子エドワード。

さらにこの年の6月、エドワードの生産した牡馬パーシモンがダービーをレコード勝ちした。王族のダービー制覇は1822年のヨーク公フレデリック以来、74年ぶりで、この勝利はイギリス王室の人気も大いに高めた。このレースの模様は、3年前に実用化されたばかりのキネトスコープで録画されており、その日の夜からそのフィルムがカンタベリー・ミュージックホールやアルハンブラ劇場で24時間上映された。観客は動画を見終わると「皇太子万歳！（God bless the Prince of Wales）」と叫んで気勢を上げた。このフィルムは当時の人気コンテンツとなって、次々と各地で上映された。年末にはオーストラリアにフィルムが送られて上映され、年が明けて1月にはニュージーランドで公開された。「皇太子のダービー優勝（The Prince's Derby）」という俗歌もつくられ、これを著した本も人気を博した。
翌年、パーシモンは古馬最高峰のゴールドカップも勝った。王族の優勝は1821年に優勝した王弟時代のウィリアム4世以来だった。パーシモンはエドワードのサンドリンガム牧場で種牡馬になると、1902年、1906年、1908年、1912年の4回、イギリスの種牡馬チャンピオンとなった。

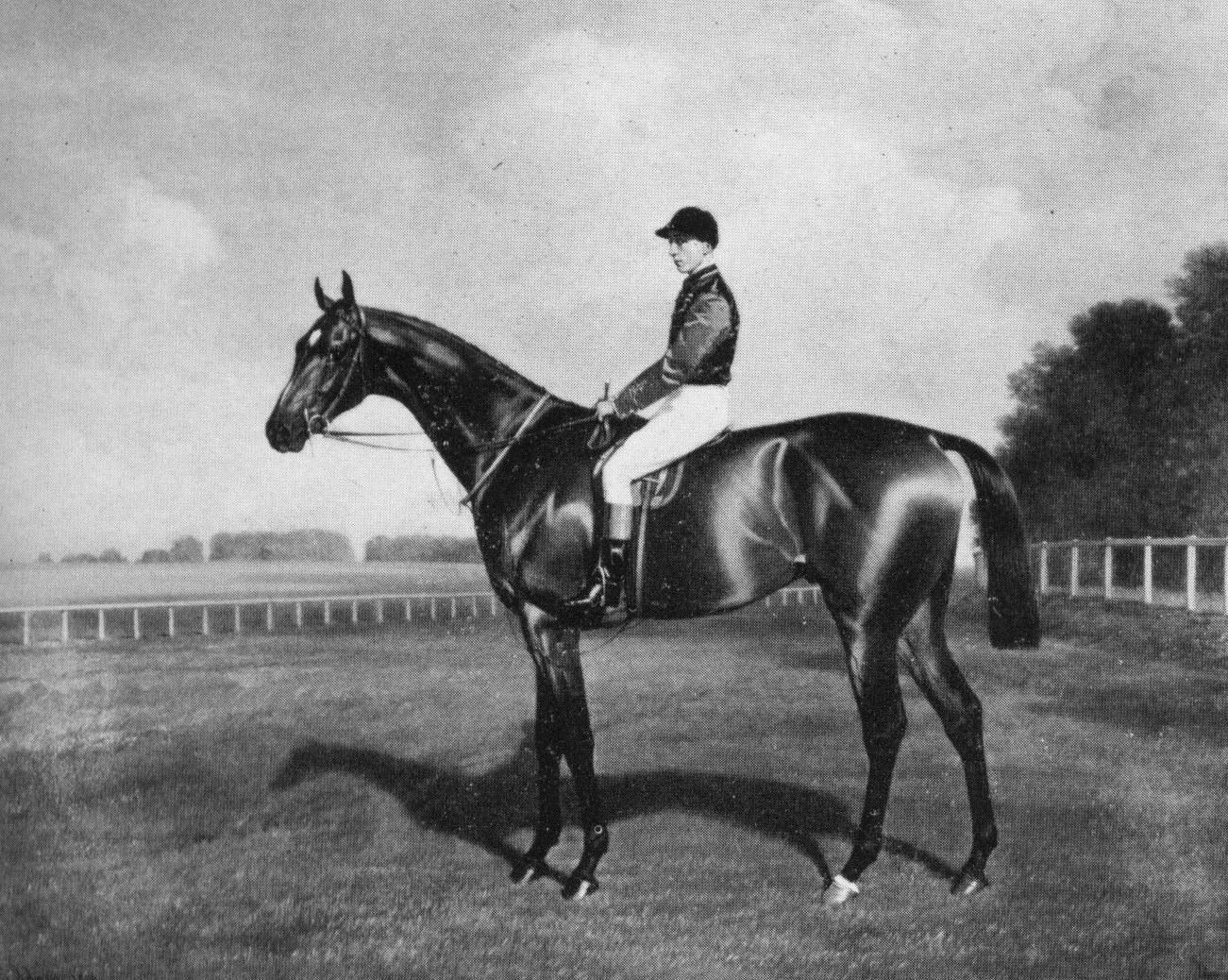
エミール・アダムによるダイヤモンドジュビリーの肖像画。

タイスとパーシモンを生産した翌年1894年にサンドリンガム牧場で生まれたアンブッシュ（Ambush）は1900年にイギリス最大の障害競走グランドナショナルに勝ち、このレース史上初めての王族の優勝となった。この年には、パーシモンの全弟のダイヤモンドジュビリーが、2000ギニー、ダービー、セントレジャーを勝って三冠馬となった。王族として三冠馬の馬主となったのは2014年まででこれが唯一の例である。この1900年の競馬シーズンが終わってみると、エドワードが生産者、馬主として稼いだ賞金額はイギリスの全馬主のなかで首位であり、エドワードは1900年の馬主チャンピオン・生産者チャンピオンとなった。エドワードはドイツからエミール・アダム（Emil Adam）という画家を呼び寄せ、パーシモン、アンブッシュ、ダイヤモンドジュビリーの肖像画を描かせた。
なお、「ダイヤモンドジュビリー」という馬名は、この馬の誕生した1897年が母のヴィクトリアの在位60周年の年であったため、これにちなんでアレクサンドラ妃が命名したものである。アレクサンドラ妃もイギリス競馬に名を残しており、結婚後間もない1865年に「アレクサンドラ・プレート」という競走を創設し、アレクサンドラが毎年の賞金を下賜した。この競走は今でも続いており、毎年6月の王室競馬ロイヤルアスコット開催で行われていて、2014年現在イギリスの平地競走では最長距離の競走となっている。

## 国王時代
馬主チャンピオンに輝いた1900年がおわり、年が明けた1901年の1月に母ヴィクトリアが死去した。エドワードは、戴冠して国王となったあとも競馬との関わりを続けた。グッドウッド競馬場の夏開催“グロリアス・グッドウッド”とその後のパーティーには常に顔を出した。この開催を表現するのによく用いられる"a garden party with racing tacked on"（競馬で彩られた園遊会）というフレーズは、エドワード7世によるものである。
1903年のある日、エドワード7世はニューマーケットで朝の散歩をしている途中で、調教師のジョン・ポーターに声をかけられた。ポーターは当時、ダービー7勝、手がけた三冠馬は3頭という名調教師で、エドワード7世自身も皇太子時代に初めて馬を持って以来、17頭の面倒を見てもらった人物である。ポーター調教師は、自身が本拠地を置くニューベリーに新しい競馬場を作ろうとしていたのだが、ジョッキークラブの許可が得られなかった。というのも、当時のイギリスでは各地に競馬場が乱立し、低質な運営から不正や犯罪の温床となっていて、ジョッキークラブは新設競馬場を一切認めていなかったのである。エドワード7世はポーター調教師のために国王としてジョッキークラブにかけあい、特別に新設競馬場設置の許可を引き出した。こうしてできたのがニューベリー競馬場で、ウィンザー城からも近いニューベリー競馬場は王室所有のアスコット競馬場に次いでイギリス王室に所縁のある競馬場となっている。
国王になってから馬主としてのピークが来るのは1909年だった。前年（1908年、2歳の時）に借り受けたミノルが2000ギニーを勝ち、国王になってから初めてのクラシック制覇となった。もちろん歴代国王の中でも、現役の王がクラシック競走の優勝馬主となるのは初めてだった。

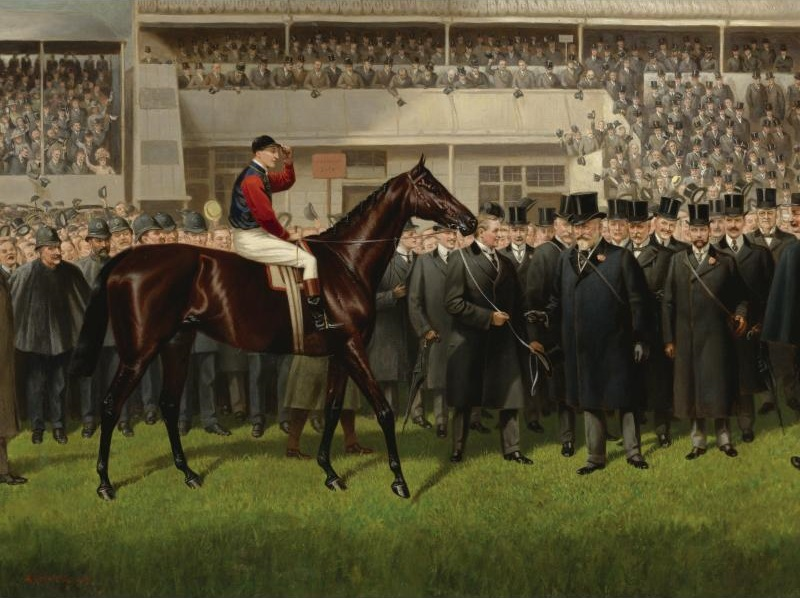
ダービー優勝直後のミノルとエドワード7世。エドワード7世に手綱が手渡される瞬間を描いている。紫地に金の飾緒、緋色の袖、黒帽子の王室の服色も確認できる。

ミノルはダービーに出走し、最終コーナーから進出して、ルビエ（Louviers）と2ハロン（約402メートル）に渡る叩き合いの末、全く並んでゴールした。当時は写真判定がなく、ゴールは目視で判定された。審判が王族を特別扱いして不当に有利な判定をしたと誹られることを回避するために、イギリス競馬界では伝統的に、王族の馬が接戦でゴールした場合には、王室に不利な判定を下すことになっていた。しかし、判定が決するまで長い時間がかかった末、短頭差（イギリス競馬では最小の着差）でミノルの優勝と発表された。
ダービーでの慣習にしたがって、優勝馬のオーナーであるエドワード7世は、貴賓席からゴール直後の走路に降り立ち、ミノルの手綱をとった。観客の興奮はピークに達し、何千人もの観客が国王と優勝馬を近くで見ようと取り囲み、警官隊が必死でこれを押し戻した。王室を讃える人々の熱狂の渦に取り巻かれて、エドワード7世は少し怯えたようにさえ見えた、と当時の新聞に書かれている。国王夫妻らを乗せた列車がロンドン駅に戻ってくると、歓喜に湧く大観衆が出迎えた。現役国王がダービーを制するのは史上初で、この勝利は王室の人気を大いに高めたとされている。サー・チャールズ・レスター（Sir Charles Byrne Warren Leicester, 9th Baronet,1896–1968）は、1957年に出版した『サラブレッドの世界』の中で「この勝利はおそらく競馬の歴史のなかでももっとも有名なもの」と紹介している。
ミノルは翌1910年も走ったが、5月にエドワード7世が死去して馬主登録が失効したために引退した。エドワード7世が皇太子ジョージと最後にかわした会話もエドワード7世の持ち馬が競馬で勝ったことに関する話題だった。
1926年には、アスコット競馬場で行われていた「アスコットダービー」という競走がエドワード7世を記念して「キングエドワード7世ステークス」に改称された。